# Poecillastra rickettsi
Poecillastra rickettsi är en svampdjursart som beskrevs av de Laubenfels 1930. Poecillastra rickettsi ingår i släktet Poecillastra och familjen Pachastrellidae. Inga underarter finns listade i Catalogue of Life.